# Massimo Parisi
Massimo Parisi (Firenze, 25 febbraio 1968) è un politico e giornalista italiano.

## Biografia
Dal 1991 è giornalista pubblicista, iscritto all'Ordine dei giornalisti della Toscana.

### Deputato PdL e Forza Italia
Alle elezioni politiche del 2008 è candidato alla Camera dei Deputati, nella circoscrizione Toscana, nelle liste del Popolo della Libertà, venendo eletto deputato della XVI Legislatura.
Alle elezioni politiche del 2013 è ricandidato alla Camera dei Deputati, nella circoscrizione Toscana, nelle liste del Popolo della Libertà, venendo rieletto deputato della XVII Legislatura.
Il 16 novembre 2013, con la sospensione delle attività del Popolo della Libertà, aderisce a Forza Italia,  divenendo successivamente coordinatore regionale di Forza Italia in Toscana.
Il 31 maggio 2015, in seguito ai risultati deludenti delle Elezioni regionali toscane, rassegna le dimissioni da coordinatore regionale del partito poco prima delle chiusura dei seggi elettorali in polemica con la direzione del partito.
Il 4 luglio seguente, insieme ai colleghi di Forza Italia Luca D'Alessandro, Monica Faenzi e Giovanni Mottola vota a favore della riforma Buona Scuola proposta dal governo Renzi nonostante la contrarietà del suo partito.

### Sostegno ai governi Renzi e Gentiloni
A fine luglio 2015 abbandona Forza Italia ed aderisce ad Alleanza Liberalpopolare-Autonomie (ALA), progetto di Denis Verdini che mira a raccogliere tutti quei parlamentari che vogliono abbandonare Forza Italia per entrare in maggioranza e sostenere il governo Renzi.
Per tale motivo il 23 settembre 2015 abbandona anche il gruppo parlamentare di Forza Italia alla Camera, per passare, assieme ad altri sette deputati ex FI che hanno aderito ad ALA (Ignazio Abrignani, Francesco Saverio Romano, Luca D'Alessandro, Giuseppe Galati, Giovanni Mottola, Monica Faenzi, Giorgio Lainati) al Gruppo misto; il giorno successivo costituisce con gli altri sei deputati di ALA la componente interna al gruppo misto "Alleanza Liberalpopolare Autonomie (ALA) - Movimento Associativo Italiani all'Estero (MAIE)", sancendo così l'ingresso nella maggioranza parlamentare a sostegno del governo Renzi.
Il 13 ottobre 2016, infine, assieme agli altri sette deputati di ALA, abbandona il Gruppo misto per aderire al nuovo gruppo parlamentare di maggioranza "Scelta Civica-ALA per la Costituente Liberale e Popolare-MAIE", nato dall'unione di Alleanza Liberalpopolare-Autonomie, Scelta Civica di Enrico Zanetti e del MAIE.
Nel novembre 2017 si iscrive al Partito Radicale Transnazionale.

## Procedimenti giudiziari
Accusato di finanziamento illecito nell’inchiesta P3, il 16 marzo 2018 viene assolto con formula piena mentre Denis Verdini viene condannato a 15 mesi.
Nell'aprile 2013, nell'ambito di una inchiesta per truffa per una presunta indebita percezione di fondi per l'editoria, la Procura della Repubblica di Firenze emette un'ordinanza attraverso la quale la Guardia di Finanza sequestra beni per 12 milioni di euro alla società Settemari, Massimo Parisi e altre persone.
In seguito a questa inchiesta, il 2 marzo 2016 a Firenze Massimo Parisi viene condannato a 2 anni e mezzo di reclusione nel processo di I grado.
Il 25 novembre 2014 viene indagato dalla Procura di Firenze insieme al collega Verdini con l'accusa di bancarotta fraudolenta in riguardo al fallimento della Società Toscana Edizioni, debitoria nei confronti del Credito Fiorentino di Verdini, avvenuto nel febbraio 2014: i due esponenti politici nel 2005 si sarebbero appropriati di 1,3 milioni di euro della società vendendo le quote della Nuova Toscana Editrice, controllata da loro al 40% e con un capitale di 62.000 euro. 
L'11 aprile 2018 il PM Luca Turco ha chiesto una condanna a 3 anni per Verdini e 2 per Parisi.
Il 13 settembre 2018, invece, il tribunale di Firenze ha condannato Massimo Parisi a 5 anni, tre in più rispetto alla richiesta dl pubblico ministero, mentre Denis Verdini è stato condannato sempre per bancarotta fraudolenta della Ste a 5 anni e mezzo. Per entrambi, i giudici hanno anche deciso l'interdizione perpetua dai pubblici uffici. Tre anni ciascuno per gli altri 3 imputati nel processo, tutti amministratori della Ste che pubblicava 'Il Giornale della Toscana': Girolamo Strozzi Majorca Renzi, Enrico Luca Biagiotti e Pierluigi Picerno. Anche per questi imputati è stata disposta l'interdizione dai pubblici uffici, ma entro un limite di cinque anni ciascuno. Nel maggio 2022 la Corte d’appello di Firenze conferma la condanna per Parisi e Verdini. Il 28 novembre 2023 la Cassazione conferma la condanna per Verdini e Parisi.